# Клаттенбург, Марк
Марк Кла́ттенбург (англ. Mark Clattenburg; 13 марта 1975, Консетт, графство Дарем) — английский футбольный судья канадского происхождения (является внуком канадского хоккеиста). С 2004 по 2017 годы судил матчи английской Премьер-лиги. С 2006 по 2017 год также был судьёй ФИФА. По профессии квалифицированный электрик.
В феврале 2017 года было объявлено, что Клаттенбург больше не будет судить матчи Премьер-лиги и станет главой футбольных судей в Саудовской Аравии.

## Карьера
Начал судейскую карьеру в 1990 году. В возрасте 18 лет стал помощником судьи в Северной лиге, а через год стал сам судить матчи в этой лиге. В 1999 году начал судить матчи в Футбольной конференции, а также работать помощником судьи в Футбольной лиге.
В 2004 году был включён в список судей, обслуживающих матчи Премьер-лиги. Первым матчем, который он отсудил в Премьер-лиге, стала встреча между «Эвертоном» и «Кристал Пэласом» 21 августа 2004 года (победу одержал «Эвертон»).
В 2006 году 30-летний Клаттенбург был включён в список судей ФИФА, став самым молодым английским судьёй, добившимся этой привилегии. 11 мая 2006 года он отсудил прощальный матч Алана Ширера. Клаттенбург является болельщиком «Ньюкасла», поэтому не обслуживает официальные матчи с участием «сорок».
В 2007 году Клаттенбург был назначен главным судьёй на оба финальных матча Молодёжного кубка Англии, в которых встретились «Ливерпуль» и «Манчестер Юнайтед». Первый матч, который прошёл на «Энфилде» 16 апреля 2007 года, завершился победой «Юнайтед» со счётом 1:2; в ответном матче на «Олд Траффорд» 26 апреля победу одержал «Ливерпуль» со счётом 0:1. В овертайме голов забито не было, а в серии послематчевых пенальти победу одержал «Ливерпуль» со счётом 4:3.
Клаттенбурга назначили главным судьёй на матч Суперкубка Англии, который должен был состояться 9 августа 2008 года. Его помощниками были назначены Дейв Ричардсон и Иан Гослинг, а четвёртым судьёй стал Андре Марринер. Позднее Клаттенбург был отстранён от судейства ввиду того, что в его отношении началось расследование по вопросу о долгах в компаниях, с которыми он был связан. В итоге суперкубковый матч между «Портсмутом» и «Манчестер Юнайтед» отсудил Питер Уолтон.
После завершения расследования деловой активности и долгов Клаттенбурга управляющий комитет судей отстранил его от судейства, мотивировав своё решение «нарушением контракта». Клаттенбург отрицал все обвинения в свой адрес и подал апелляцию. 18 февраля 2009 года его апелляция была удовлетворена, и Клаттенбург был восстановлен в списке судей, обслуживающих Премьер-лигу. Однако он должен был отбыть восьмимесячную дисквалификацию, начиная с момента своего отстранения от судейства 6 августа 2008 года.
Отбыв дисквалификацию, Клаттенбург вернулся к судейству в Премьер-лиге, отсудив матч последнего тура Премьер-лиги между «Манчестер Сити» и «Болтон Уондерерс».
В 2016 году был назначен главным судьёй на три крупных финала: Кубка Англии, Лиги чемпионов УЕФА и чемпионата Европы. 21 мая отсудил финал Кубка Англии, в котором встретились «Кристал Пэлас» и «Манчестер Юнайтед». Неделю спустя Марк отработал главным судьёй на финальном матче Лиги чемпионов, в котором встретились мадридские клубы «Реал» и «Атлетико». 10 июля Клаттенбург отсудил финальный матч Евро-2016, в котором встретились сборные Португалии и Франции.

## Критика

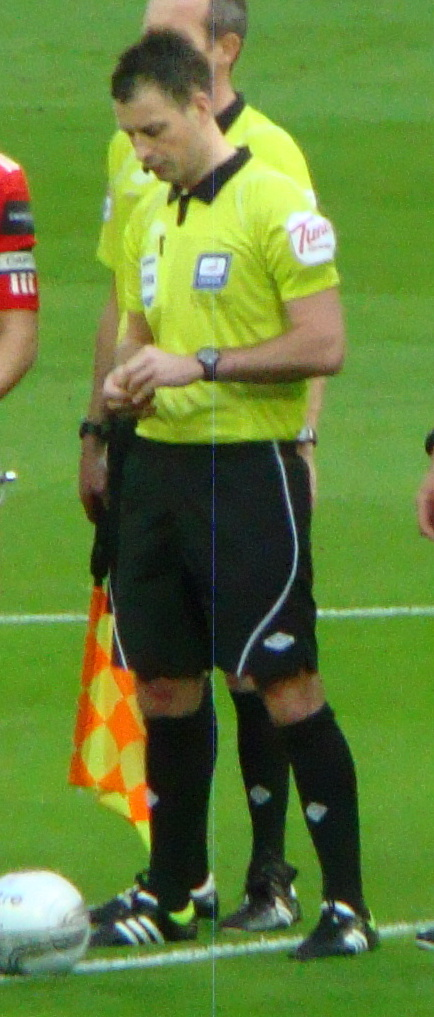
Клаттенбург в финале Кубка Футбольной лиги 2012 года

20 октября 2007 года Клаттенбург обслуживал мерсисайдское дерби между «Эвертоном» и «Ливерпулем». Его судейские решения в этой встрече подверглись широкой критике: так, он удалил Тони Хибберта за фол на Джеррарде, а также не назначил пенальти в ворота «Ливерпуля» на третьей добавленной минуте матча при счёте 1:2, когда Джейми Каррагер нарушал правила на Джолеоне Лескотте в штрафной. После этого матча он был отстранён на неделю от обслуживания матчей Премьер-лиги. Также он не обслуживал ни одного матча с участием «Эвертона» до 2012 года.
В декабре 2009 года Клаттенбург судил матч между «Болтоном» и «Манчестер Сити». Работники тренерского штаба «Сити» заявили, что после окончания первого тайма Клаттенбург спросил игроков на скамейке «Сити»: «Как вы вообще можете работать с Беллами всю неделю?». Во втором тайме он показал Беллами две жёлтые карточки: одну за споры, а вторую за симуляцию, хотя на повторах видно, что симуляции не было и на Беллами нарушали правила. Главный тренер «Сити» Марк Хьюз заявил после матча: «У Марка Клаттенбурга были матчи получше, чем сегодня», а решение об удалении Беллами он назвал «смехотворным».
28 октября 2012 года «Челси» подал официальную жалобу на Клаттенбурга в Футбольную ассоциацию по поводу возможного использования «недопустимой лексики» в адрес Джона Оби Микела в матче против «Манчестер Юнайтед». «Юнайтед» выиграл матч со счётом 3:2, забив победный гол после удаления Клаттенбургом Бранислава Ивановича. Кроме того, рефери удалил Фернандо Торреса, показав ему две жёлтые карточки: за опасную игру и за симуляцию. После этого обвинения Клаттенбург не назначался судьёй на матчи следующие три недели. После расследования Футбольная ассоциация сняла с Клаттенбурга все обвинения и в ответ выдвинула обвинения в адрес Джона Оби Микела, обвинив последнего в «угрозах и недопустимом поведении» в отношении рефери Марка Клаттенбурга после матча. Микела в итоге признали виновным, за что он получил трёхматчевую дисквалификацию и штраф в размере £60 000.
2 января 2014 года футбольный клуб «Саутгемптон» выразил официальный протест и потребовал извинений от Клаттенбурга, обвинив его в оскорбительных репликах в адрес полузащитника Адама Лаллана в матче против «Эвертона», который прошёл 29 декабря 2013 года. Инцидент произошёл после того, как рефери не назначил в пользу «Саутгемптона» два возможных пенальти, что возмутило Лаллану, после чего Клаттенбург, по утверждению Лалланы, сделал «оскорбительное замечание по поводу его личности». «Саутгемптон» потребовал отстранить Клаттенбурга от судейства матчей с участием «святых» до «разрешения ситуации». 6 января Футбольная ассоциация Англии отвергла протест «Саутгемптона», отказавшись проводить расследование его действий.
13 сентября 2014 года Клаттенбург подвергся критике за судейство в матче между «Манчестер Сити» и «Арсеналом», который завершился со счётом 2:2. По мнению главного тренера «Сити» Мануэля Пеллегрини, Клаттенбург ошибочно засчитал оба гола «Арсенала», которые были забиты после фолов со стороны игроков «канониров», а также не назначил пенальти за игру рукой Джека Уилшира в собственной штрафной. Пеллегрини также вспомнил матч прошлого года, в котором «Сити» проиграл «Ливерпулю» со счётом 3:2. В том матче Клаттенбург не назначил пенальти за игру рукой Мартина Шкртела в своей штрафной. Уже на следующей неделе Клаттенбург судил матч с участием другого манчестерского клуба, на этот раз «Юнайтед», который играл на выезде против «Лестер Сити». При счёте 3:1 в пользу «Юнайтед» Клаттенбург назначил пенальти в ворота «Юнайтед» за фол Рафаэла на Варди, проигнорировав предшествующее этому нарушение правил со стороны «Лестера». Впоследствии Клаттенбург назначил ещё один пенальти в ворота «Юнайтед», удалив Блэкетта за фол последней надежды. «Юнайтед» проиграл в этом матче со счётом 5:3. Бывший судья Грэм Полл заметил, что Клаттенбург «каким-то образом не заметил очевидный фол Варди на Рафаэле и, более того, назначил липовый пенальти, когда бразилец поднялся после фола и оттёр соперника от мяча». Капитан «Юнайтед» Уэйн Руни также не согласился с назначением этого пенальти Клаттенбургом: «Я не думаю, что это был пенальти», однако заметил, что «у судей сейчас очень сложная работа, мы это понимаем».
В мае 2016 года Клаттенбург подвергся критике за судейские решения в финальном матче Кубка Англии, в котором встретились «Кристал Пэлас» и «Манчестер Юнайтед». По мнению ряда футбольных экспертов, Клаттенбург принял ряд ошибочных решений в пользу «Манчестер Юнайтед». Перед матчем телекамеры акцентировали внимание на «дружеское общение» между Клаттенбургом и бывшим главным тренером «Манчестер Юнайтед» сэром Алексом Фергюсоном, которые шутили и обнимались друг с другом.

## Статистика
| Сезон     | Матчи | Всего | за игру | Всего | за игру |
| --------- | ----- | ----- | ------- | ----- | ------- |
| 2000/2001 | 24    | 67    | 2,79    | 4     | 0,17    |
| 2001/2002 | 33    | 103   | 3,12    | 6     | 0,18    |
| 2002/2003 | 35    | 135   | 3,86    | 8     | 0,23    |
| 2003/2004 | 34    | 104   | 3,06    | 2     | 0,06    |
| 2004/2005 | 28    | 83    | 2,96    | 5     | 0,18    |
| 2005/2006 | 24    | 81    | 3,38    | 4     | 0,17    |
| 2006/2007 | 42    | 166   | 3,95    | 3     | 0,07    |
| 2007/2008 | 39    | 124   | 3,18    | 10    | 0,26    |
| 2008/2009 | 2     | 0     | 0,00    | 0     | 0,00    |
| 2009/2010 | 42    | 105   | 2,50    | 5     | 0,12    |
| 2010/2011 | 40    | 123   | 3,08    | 7     | 0,18    |
| 2011/2012 | 36    | 115   | 3,19    | 8     | 0,22    |
| 2012/2013 | 36    | 104   | 2,89    | 6     | 0,17    |
| 2013/2014 | 42    | 145   | 3,45    | 6     | 0,14    |
| 2014/2015 | 47    | 172   | 3,66    | 5     | 0,11    |
| 2015/2016 | 51    | 193   | 3,78    | 7     | 0,14    |